# Pieter-Jan Van Campenhout
Pieter-Jan Van Campenhout (26 juni 1985 – 17 februari 2014) was een Belgische zanger, gitarist en toetsenist.
Omstreeks 2004 speelde hij bij 'Les Femmes Enceintes', samen met Tom Van Den Berghe (bas), Steven Holsbeeks (gitaar, toetsen), Tim Knapen (gitaar, toetsen) en Michael Matthys.
Van Campenhout studeerde vijf jaar geluidstechniek in Londen. In deze stad werd hij lid van de postpunkband The Detachments. Na zijn studies verhuisde hij terug naar Antwerpen, waar hij wel muziek opnam, maar deze door zijn drang naar perfectionisme werd de muziek nooit uitgegeven, omdat hijzelf alles wat hij opnam nooit goed genoeg vond.
Drie jaar na dood werd een verzameling van zijn nummers uitgebracht op het dubbelalbum Tragic Magic Man. De compilatie bevat 15 nummers die hij opnam onder de alias Cervantez en 11 nummers die hij opnam als Don Christoban.
Van Campenhout had een relatie met actrice Fien Maris.
Pieter-Jan Van Campenhout stapte op 29-jarige leeftijd uit het leven.

## Discografie
- 2017 Tragic Magic Man (Fons Records)